# آوانگاری
آوانگاری فونتیک به معنی بازنمود دیداری صداهای گفتار (یا آواها) است و الفبای آوایی، الفبایی است که در آن برای نشان دادن هر آوا، از یک نویسهٔ خاص استفاده می‌شود و رابطه‌ای یک به یک میان حرف و آوا در آن وجود دارد. نمونهٔ چنین الفبایی، الفبای آوانگاری بین‌المللی است.
آوانگاری فونتیک سیستمی برای نوشتن آوای اصوات است که در زبان گفتاری یا زبان اشاره ایجاد می‌شود. در شناخته‌شده‌ترین سیستم برای آوانگاری فونتیک یعنی الفبای آوانگاری بین‌المللی (IPA)، از نقشه‌برداری یک به یک بین آواها و نمادهای نوشتاری استفاده می‌شود. , طبیعت استانداردشده IPA به کاربران آن اجازه می‌دهد تا آواها، گویش‌ها و لحن‌های زبان‌های مختلف را درست و کامل بنویسند. IPA نه تنها برای مطالعه آواشناسی بلکه برای آموزش زبان، بازیگری حرفه‌ای و آسیب‌شناسی گفتار نیز ابزار مفیدی است.